# Contea di Buchanan (Missouri)
La contea di Buchanan, in inglese Buchanan County, è una contea dello Stato del Missouri, negli Stati Uniti. La popolazione al censimento del 2000 era di 85 998 abitanti. Il capoluogo della contea è Saint Joseph.